# Obligado (Buenos Aires)
Obligado (o Vuelta de Obligado) es una localidad del partido de San Pedro, provincia de Buenos Aires, Argentina. Se encuentra a orillas del río Paraná.
El 20 de noviembre de 1845, en este lugar se libró la batalla de la Vuelta de Obligado, en el marco de la guerra de Argentina contra las dos superpotencias del siglo XIX: el Imperio británico y el Reino de Francia.

## Población
Cuenta con 261 habitantes (Indec, 2010), lo que representa un incremento del 36 % frente a los 192 habitantes (Indec, 2001) del censo anterior.
| Gráfica de evolución demográfica de Obligado entre 1991 y 2010 |
|                                                                |
| Fuente: Censos nacionales del INDEC                            |

## Sitios de interés
Además de las zonas de la célebre batalla, en las abruptas barrancas que caen al río Paraná se encuentra un interesante sistema de cavernas entre las cuales la más conocida es llamada Salamanca, allí se encuentra un valioso ecosistema en que se destacan especies de lechuzas (particularmente de la especie Tyto alba) y murciélagos que controlan a las poblaciones de insectos y alimañas y por esto merecen la protección de una pequeña reserva natural. En las cercanías de tales cavernas se encuentra también un viejo e interesante edificio conocido como Castillo de Rafael Obligado aunque El Castillo de los Obligado por pocos metros de distancia y líneas topográficas políticamente corresponde actualmente al partido de Ramallo, si bien las leyendas locales consideran que los túneles de tal castillo están conectados con el sistema de cavernas de La Vuelta de Obligado.

## Imágenes

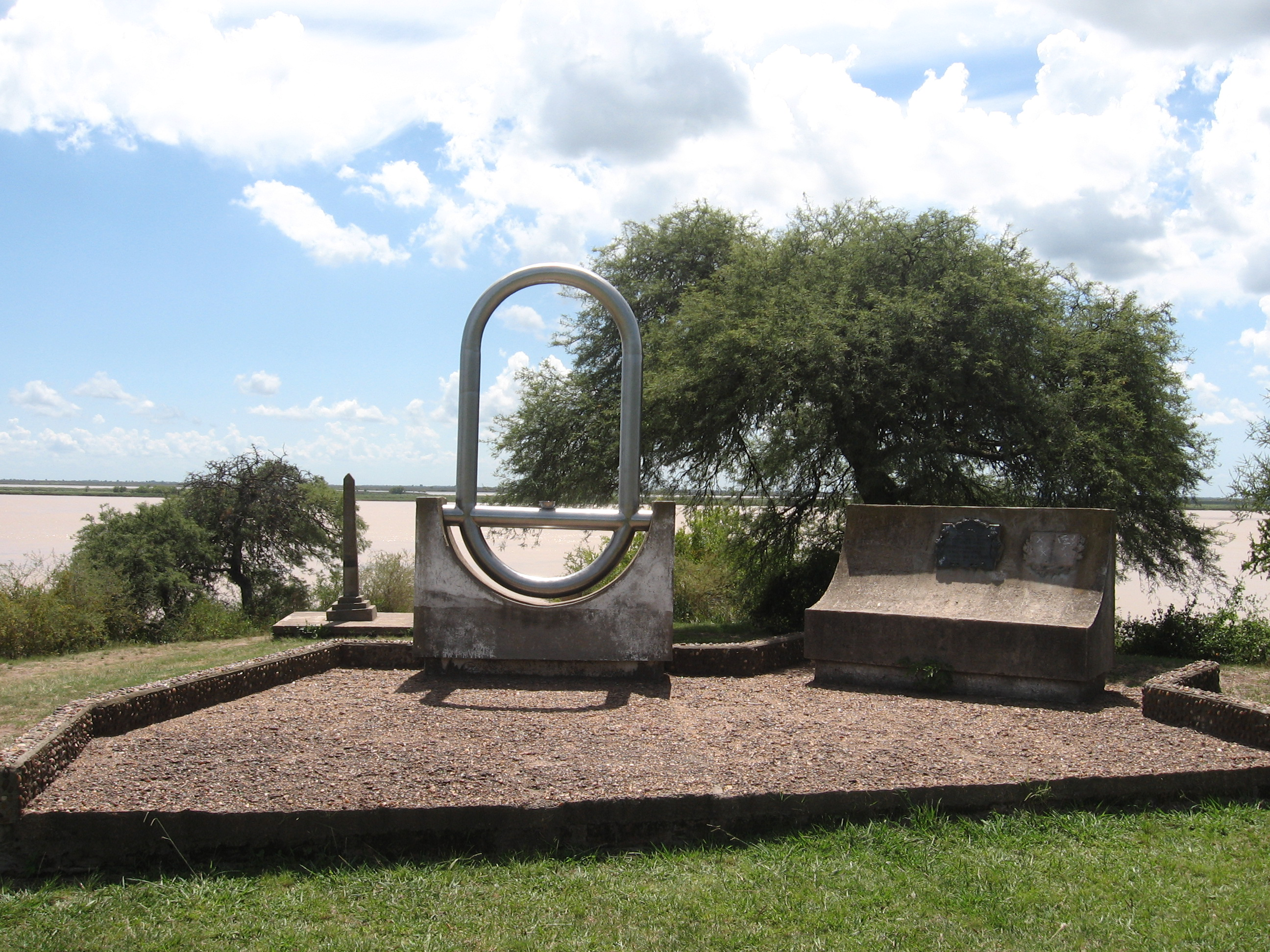
Vuelta de Obligado. Monumento a los héroes de la batalla de Vuelta de Obligado.
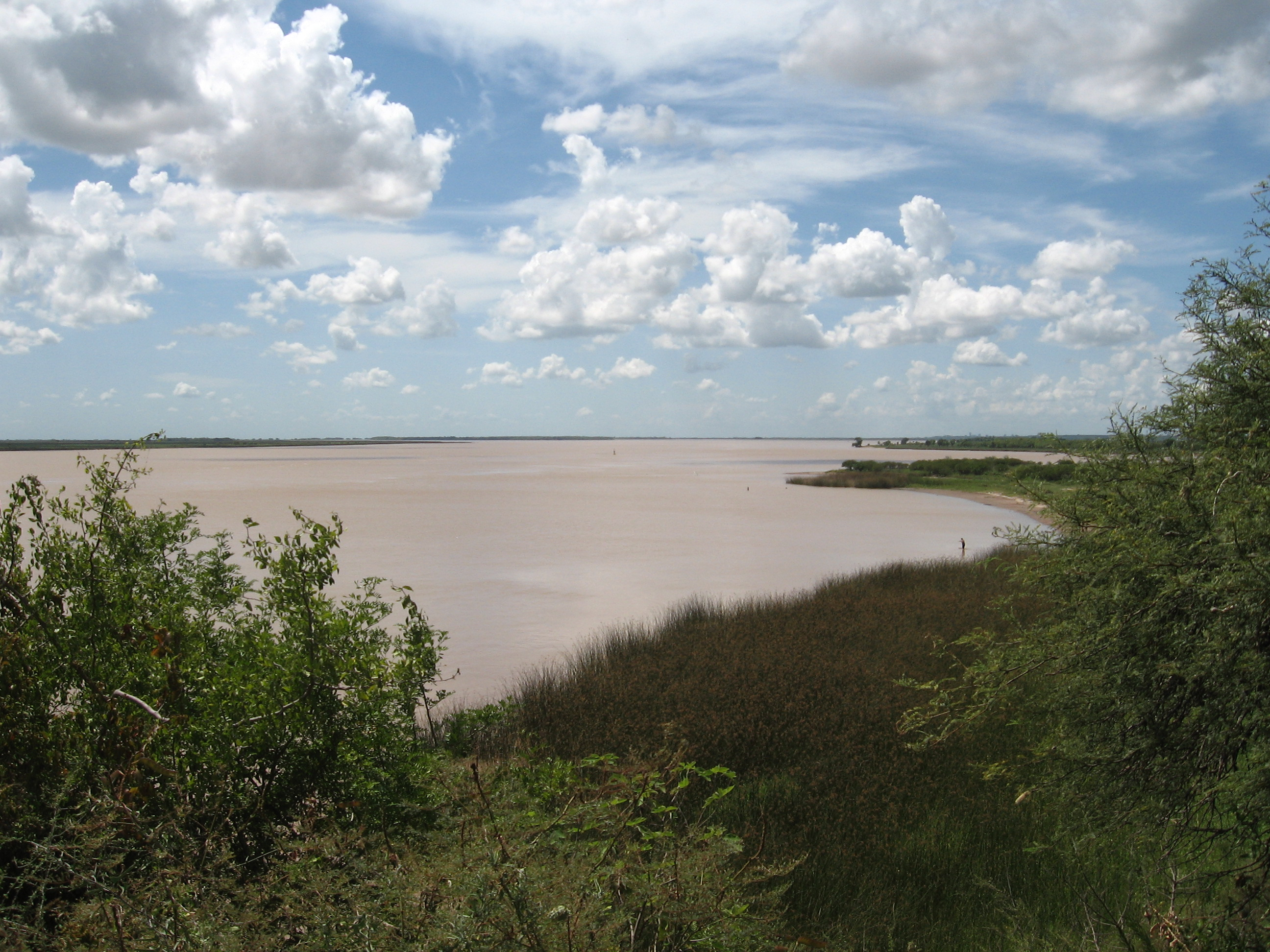
Barranca del río Paraná en Vuelta de Obligado.